# Personaggi di Pretty Little Liars
Questa voce contiene un elenco dei personaggi presenti nella serie televisiva Pretty Little Liars.

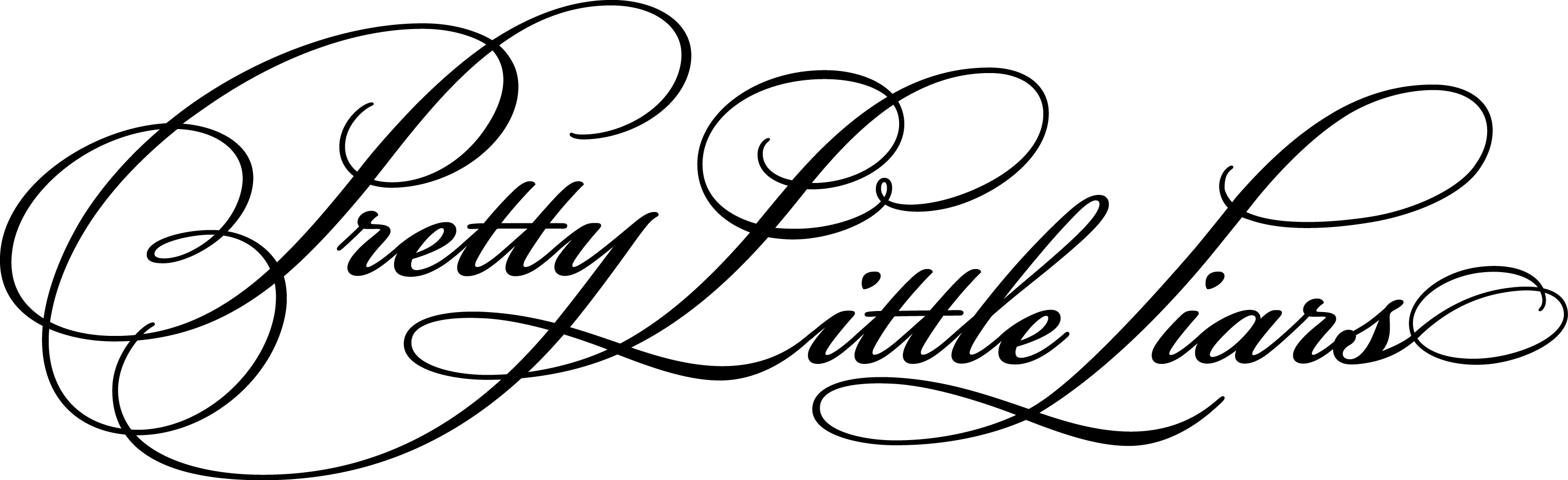

## Cast
| Personaggio                   | Interprete            | Stagioni              | Stagioni              | Stagioni              | Stagioni              | Stagioni              | Stagioni              | Stagioni              |                       |
| Personaggio                   | Interprete            | 1                     | 2                     | 3                     | 4                     | 5                     | 6                     | 7                     |                       |
| Personaggi principali         | Personaggi principali | Personaggi principali | Personaggi principali | Personaggi principali | Personaggi principali | Personaggi principali | Personaggi principali | Personaggi principali | Personaggi principali |
| ----------------------------- | --------------------- | --------------------- | --------------------- | --------------------- | --------------------- | --------------------- | --------------------- | --------------------- | --------------------- |
| Spencer Hastings              | Troian Bellisario     | Regolare              | Regolare              | Regolare              | Regolare              | Regolare              | Regolare              | Regolare              |                       |
| Alex Drake                    | Troian Bellisario     |                       |                       |                       |                       |                       |                       | Regolare              |                       |
| Hanna Marin                   | Ashley Benson         | Regolare              | Regolare              | Regolare              | Regolare              | Regolare              | Regolare              | Regolare              |                       |
| Ella Montgomery               | Holly Marie Combs     | Regolare              | Regolare              | Regolare              | Secondario            | Secondario            | Secondario            | Ospite                |                       |
| Aria Montgomery               | Lucy Hale             | Regolare              | Regolare              | Regolare              | Regolare              | Regolare              | Regolare              | Regolare              |                       |
| Ezra Fitz                     | Ian Harding           | Regolare              | Regolare              | Regolare              | Regolare              | Regolare              | Regolare              | Regolare              |                       |
| Maya St. Germain              | Bianca Lawson         | Regolare              | Regolare              | Secondario            |                       |                       |                       |                       |                       |
| Ashley Marin                  | Laura Leighton        | Regolare              | Regolare              | Regolare              | Regolare              | Regolare              | Regolare              | Regolare              |                       |
| Byron Montgomery              | Chad Lowe             | Regolare              | Regolare              | Regolare              | Secondario            | Ospite                | Secondario            | Ospite                |                       |
| Emily Fields                  | Shay Mitchell         | Regolare              | Regolare              | Regolare              | Regolare              | Regolare              | Regolare              | Regolare              |                       |
| Pam Fields                    | Nia Peeples           | Regolare              | Secondario            | Secondario            | Secondario            | Ospite                | Secondario            | Ospite                |                       |
| Alison DiLaurentis            | Sasha Pieterse        | Regolare              | Regolare              | Regolare              | Regolare              | Regolare              | Regolare              | Regolare              |                       |
| Caleb Rivers                  | Tyler Blackburn       | Secondario            | Secondario            | Regolare              | Regolare              | Regolare              | Regolare              | Regolare              |                       |
| Mona Vanderwaal               | Janel Parrish         | Secondario            | Secondario            | Regolare              | Regolare              | Regolare              | Regolare              | Regolare              |                       |
| Jessica DiLaurentis           | Andrea Parker         | Ospite                | Ospite                |                       | Secondario            | Secondario            | Secondario            | Regolare              |                       |
| Mary Drake                    | Andrea Parker         |                       |                       |                       | Ospite                |                       | Ospite                | Regolare              |                       |
| Personaggi secondari          |                       |                       |                       |                       |                       |                       |                       |                       |                       |
| Toby Cavanaugh                | Keegan Allen          | Secondario            | Secondario            | Secondario            | Secondario            | Secondario            | Secondario            | Secondario            |                       |
| Veronica Hastings             | Lesley Fera           | Secondario            | Secondario            | Secondario            | Secondario            | Secondario            | Secondario            | Secondario            |                       |
| Melissa Hastings              | Torrey DeVitto        | Secondario            | Secondario            | Secondario            | Ospite                | Secondario            | Ospite                | Ospite                |                       |
| Jenna Marshall                | Tammin Sursok         | Secondario            | Secondario            | Secondario            | Ospite                | Ospite                |                       | Secondario            |                       |
| Lucas Gottesman               | Brendan Robinson      | Secondario            | Secondario            | Secondario            | Ospite                |                       | Ospite                | Secondario            |                       |
| Darren Wilden                 | Bryce Johnson         | Secondario            | Secondario            | Secondario            | Ospite                |                       | Ospite                |                       |                       |
| Noel Khan                     | Brant Daugherty       | Secondario            | Secondario            | Ospite                | Ospite                | Ospite                |                       | Secondario            | Secondario            |
| Mike Montgomery               | Cody Christian        | Secondario            | Secondario            |                       | Secondario            | Secondario            | Ospite                |                       |                       |
| Paige McCullers               | Lindsey Shaw          | Secondario            | Ospite                | Secondario            | Secondario            | Secondario            |                       | Secondario            |                       |
| Ian Thomas                    | Ryan Merriman         | Secondario            | Ospite                |                       | Ospite                |                       |                       |                       |                       |
| Jason DiLaurentis             | Drew Van Acker        | Ospite                | Secondario            | Secondario            | Ospite                | Secondario            | Secondario            | Ospite                |                       |
| Wren Kingston                 | Julian Morris         | Ospite                | Secondario            | Secondario            | Ospite                |                       |                       | Ospite                |                       |
| Garrett Reynolds              | Yani Gellman          | Ospite                | Secondario            | Secondario            |                       |                       |                       |                       |                       |
| Peter Hastings                | Nolan North           | Ospite                | Secondario            | Ospite                | Secondario            | Secondario            | Ospite                | Secondario            |                       |
| Tom Marin                     | Roark Critchlow       | Ospite                | Secondario            |                       | Ospite                | Ospite                |                       |                       |                       |
| Holden Strauss                | Shane Coffey          |                       | Secondario            | Ospite                |                       |                       |                       | Ospite                |                       |
| Charlotte Drake               | Vanessa Ray           |                       |                       | Secondario            | Ospite                | Ospite                | Ospite                | Ospite                |                       |
| Ted Wilson                    | Edward Kerr           |                       |                       | Secondario            | Ospite                | Ospite                |                       | Ospite                |                       |
| Shana Fring                   | Aeriél Miranda        |                       |                       | Ospite                | Secondario            | Ospite                |                       |                       |                       |
| Gabriel Holbrook              | Sean Faris            |                       |                       |                       | Secondario            | Secondario            |                       |                       |                       |
| Kenneth DiLaurentis           | Jim Abele             |                       |                       | Ospite                |                       | Secondario            | Secondario            |                       |                       |
| Andrew Campbell               | Brandon Jones         |                       |                       | Ospite                | Ospite                | Secondario            |                       |                       |                       |
| Linda Tanner                  | Roma Maffia           |                       |                       |                       | Ospite                | Secondario            | Ospite                | Ospite                |                       |
| Sabrina                       | Lulu Brud             |                       |                       |                       |                       |                       | Secondario            | Secondario            |                       |
| Elliot Rollins/Archer Dunhill | Huw Collins           |                       |                       |                       |                       |                       | Secondario            | Secondario            |                       |
| Sara Harvey                   | Dre Davis             |                       |                       |                       |                       |                       | Secondario            | Ospite                |                       |
| Lorenzo Calderon              | Travis Winfrey        |                       |                       |                       |                       |                       | Secondario            |                       |                       |
| Marco Furey                   | Nicholas Gonzalez     |                       |                       |                       |                       |                       |                       | Secondario            |                       |

## Personaggi principali

### Aria Marie Montgomery

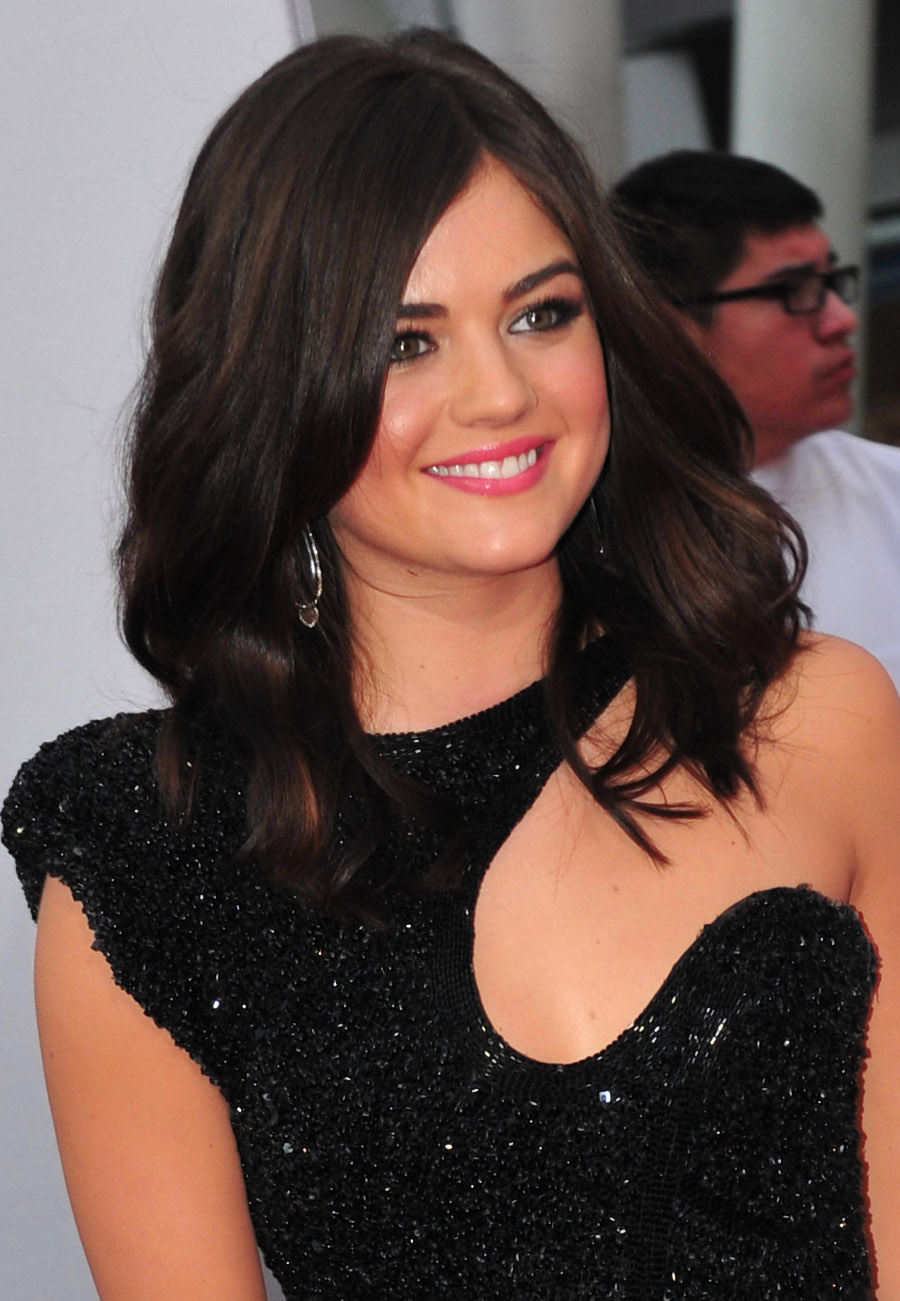
Lucy Hale interpreta Aria Montgomery

(Stagioni 1-7), interpretata da Lucy Hale e doppiata da Letizia Ciampa.
Aria rappresenta l'anima alternativa ed artistica del gruppo di amiche, ma dopo la scomparsa di Alison si trasferirà per un anno sabbatico. Tornata a Rosewood dall'Islanda, si sentirà come un'estranea nella sua stessa città, rimanendo sorpresa dai numerosi cambiamenti avvenuti. Aria serba ancora rancore nei confronti del padre per aver tradito sua madre con una sua studentessa, Meredith. È grazie a lei che il vecchio gruppo riesce a ricostituirsi, ma purtroppo tutti nascondono un segreto che non si può confessare neanche alle amiche. Si innamora di Ezra Fitz, un suo professore, conosciuto in un pub poco prima dell'inizio della scuola. Poi vive un breve flirt con Jason, il fratello di Alison, che non comprometterà, tuttavia, la sua storia con Ezra, resa pubblica alla fine della seconda stagione, con la disapprovazione e la rabbia dei genitori di Aria. Nell'ultima puntata della terza stagione, però, Aria chiuderà la relazione con Ezra, per poi tornarci insieme a metà della quarta stagione. Successivamente Aria scopre che Ezra stava scrivendo un libro sulla storia di Alison e che l'ha usata solo per ottenere informazioni. Schifata, lascia Ezra, il quale, nel frattempo, perde il proprio lavoro di insegnante. Tuttavia, si rimettono di nuovo insieme dopo che, a New York, Ezra si fa ferire da "A" per proteggere le ragazze. Nella quinta stagione, Aria uccide Shana Fring (membro dell'A team) dopo che questa ha tentato di fare del male alle amiche in un teatro di New York. Per ottenere informazioni su Bethany Young, Aria inizia a fare del volontariato al Radley Sanitarium. Qui fa la conoscenza di Big Shonda, amica di Bethany, dalla quale scopre che la Young e la madre di Alison si conoscevano. Convinta di doversi allontanare da Alison, le ragazze sono convinte che l'ex amica sia la misteriosa "A". Tuttavia, Mona viene uccisa da BigA prima di poter rivelare la sua teoria. Nel finale della quinta stagione, Aria verrà rapita con le amiche e rinchiusa nella prigione sotterranea di BigA, dalla quale riuscirà a scappare, traumatizzata, all'inizio della sesta stagione. Uscita dalle grinfie di "A", Aria tenta di scaricare la propria paura su Andrew Campbell accusandolo di essere "A". Successivamente, si dedica all'hobby della fotografia e farà amicizia con un ragazzo di nome Clark. Nella seconda parte della settima stagione, passati cinque anni, lei ricomincia la sua relazione con Ezra, arrivando addirittura alla proposta di matrimonio. In seguito però si scopre che Nicole Gordon, ex promessa sposa di Ezra, scomparsa durante una spedizione, in realtà è viva. Nonostante la volontà di Nicole di continuare la storia con Ezra, quest'ultimo non pensa nemmeno per un secondo di lasciare Aria. Alla fine della settima stagione Aria scopre di non poter aver figli e per questo non vuole sposarsi. Ezra però le fa capire che ci sono altri modi per avere una famiglia, così finalmente si sposano e Aria confida alle amiche che non appena torneranno dalla luna di miele, lei ed Ezra, si recheranno in un'agenzia per le adozioni.

### Spencer Hastings

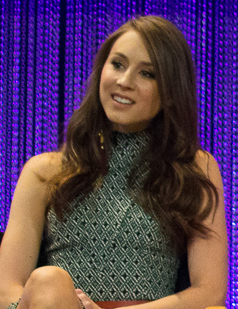
Troian Bellisario interpreta Spencer Hastings

(Stagioni 1-7), interpretata da Troian Bellisario e doppiata da Letizia Scifoni.
Spencer è una ragazza ambiziosa, competitiva ed intelligente, l'unica del gruppo in grado di tener testa ad Alison. Dopo la scomparsa di quest'ultima, diventa di fatto la leader del gruppo di amiche. Durante la prima stagione bacia il ragazzo di sua sorella Melissa, Wren Kingston. Per questo motivo, i due si lasceranno. In seguito, si scopre che tempo prima aveva baciato anche il marito di Melissa, ovvero Ian Thomas, il quale aveva avuto una breve relazione con Alison. Dalla fine della prima stagione ha una relazione con Toby Cavanaugh. Nella terza stagione viene rinchiusa al Radley, poiché viene ritrovata in mezzo al bosco sporca di sangue, convinta di aver trovato il cadavere di Toby. Inoltre era entrata a far parte del A-team come infiltrata per scoprire l'identità di BigA e controllare Toby. Il giorno della scomparsa di Alison, sotto l'effetto di droga, litiga con l'amica, poiché Alison vuole raccontare a Melissa di averla vista mentre baciava Ian. La lite si fa più accesa e Spencer cerca quasi di uccidere Alison con una pala. Alison scopre però le pillole e la perdona. Durante la quinta stagione, i suoi genitori si separano, mentre Melissa si trasferisce a Londra con Wren. Sempre nella stessa stagione, viene arrestata per l'omicidio di Bethany Young, ma, tempo dopo sarà poi rilasciata su cauzione. Nel finale della quinta stagione, sarà rapita con le altre ragazze da BigA e verrà rinchiusa nella sua casa-prigione sotterranea chiamata "DollHouse", dove sarà torturata e costretta a veder soffrire le sue amiche. Un mese dopo, però, riusciranno a scappare. Dopo questa terribile esperienza Spencer afferma di conoscere il nome di A: Charles. Nella sesta stagione, stressata e traumatizzata dall'esperienza nella DollHouse, diventerà ancora dipendente dalle droghe, ma grazie a preziosi consigli riesce ad uscirne. Nella seconda parte della sesta stagione Spencer ha una relazione con Caleb Rivers, ex fidanzato di Hanna Marin; ma a causa del ritorno di fiamma tra Hanna e Caleb si lasciano.
Nel summer finale della settima stagione scopriamo che è sorella biologica di Charles/Charlotte ed è figlia di Mary Drake, ed è stata adottata dagli Hastings. Poi Spencer intraprende una relazione con il detective Furey, ma durerà poco visto che lui si deve occupare del caso della morte di Elliot Rollins/Archer Dunhill nel quale lei è fin troppo coinvolta.
Inoltre nella settima stagione si scopre che ha una sorella gemella, Alex Drake, che la rinchiude, insieme ad Ezra, nei sotterranei della casa costruita per lei da Toby. Grazie alle sue capacità e all'arrivo delle amiche, sia lei che Ezra, riescono a fuggire e Alex viene presa. Alla fine riprende la relazione con Toby, ragazzo del quale è sempre stata innamorata.

### Hanna Marin

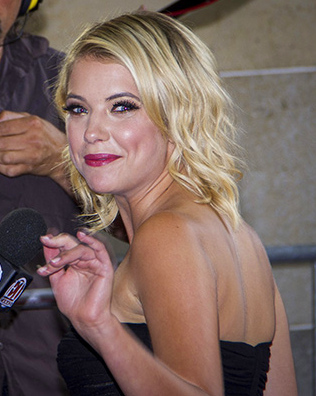
Ashley Benson interpreta Hanna Marin

(Stagioni 1-7), interpretata da Ashley Benson e doppiata da Gemma Donati
Da cicciottella compatita dalle amiche e snobbata da tutti, a reginetta del ballo, Hanna riesce sempre ad ottenere quello che vuole, nonostante la sua situazione familiare non sia delle migliori. Nonostante il carattere da "diva" appassionata di moda, Hanna non è affatto una ragazza superficiale, anzi prova sentimenti molto profondi per le persone a cui vuol bene. Inizialmente fidanzata con Sean, diventerà popolare grazie alla nuova amica, Mona Vanderwaal, con la quale inizierà a rubare nei negozi. Nella prima stagione viene investita in macchina da "A". Conosce Caleb, un ragazzo nuovo appena arrivato in città, con il quale instaura una relazione duratura e profonda. Sempre in questa stagione, dovrà affrontare i problemi finanziari della madre a causa del divorzio. Nelle stagioni successive, instaura una forte amicizia con Lucas. Quando scoprirà che Mona è "A", rimarrà sconvolta e scoppierà a piangere. Nelle stagioni successive si fingerà per breve tempo Red Coat in modo da far confessare a Spencer la sua adesione all'A Team. Nella quarta stagione, la madre di Hanna viene arrestata per l'omicidio del detective Darren Wilden, rischiando la pena di morte. Tuttavia, dopo mesi di carcere, Mona, nel tentativo di tornare amica di Hanna, si prede la colpa dell'omicidio. Sempre nella quarta stagione ha una breve relazione con Travis, il ragazzo che l'ha aiutata a scagionare la madre dall'omicidio di Wilden. Si lasciano dopo che Hanna comprende di essere ancora innamorata di Caleb, ritornato da Ravenswood e sconvolta dall'esperienza sovrannaturale vissuta. Dopo il ritorno di Alison, nella quinta stagione, decide di cambiare look per non somigliare a lei. Capisce però di non potersi fidare della ragazza e insieme alle altre se ne allontanerà. A metà della quinta stagione, Mona verrà uccisa da BigA in maniera cruenta; Hanna, disperata, si sente in colpa per aver dubitato di lei. Insieme ad Alison, verrà incastrata per l'omicidio di Mona. Durante il trasferimento verso un nuovo carcere, viene rapita insieme ad Aria, Spencer ed Emily da BigA e rinchiusa nella sua casa-prigione chiamata DollHouse. Dopo un mese di prigionia e torture violentissime, Hanna, le amiche e Mona (che si scopre essere viva), riescono a scappare. Tornata in società, Hanna distrugge la propria camera e rafforza il rapporto con Caleb. Inoltre, cerca di difendere Mona dalle grinfie della sua ex amica Lesli Stone. Dopo la scoperta di A, Hanna si trasferirà a New York per studiare insieme a Caleb. Nella settima stagione lei si riavvicina a Caleb, nonostante lui fosse ancora con Spencer; sarà proprio lei la causa della rottura. Infine si sposa con Caleb in segreto e a fine stagione scopre di essere incinta.

### Emily Fields

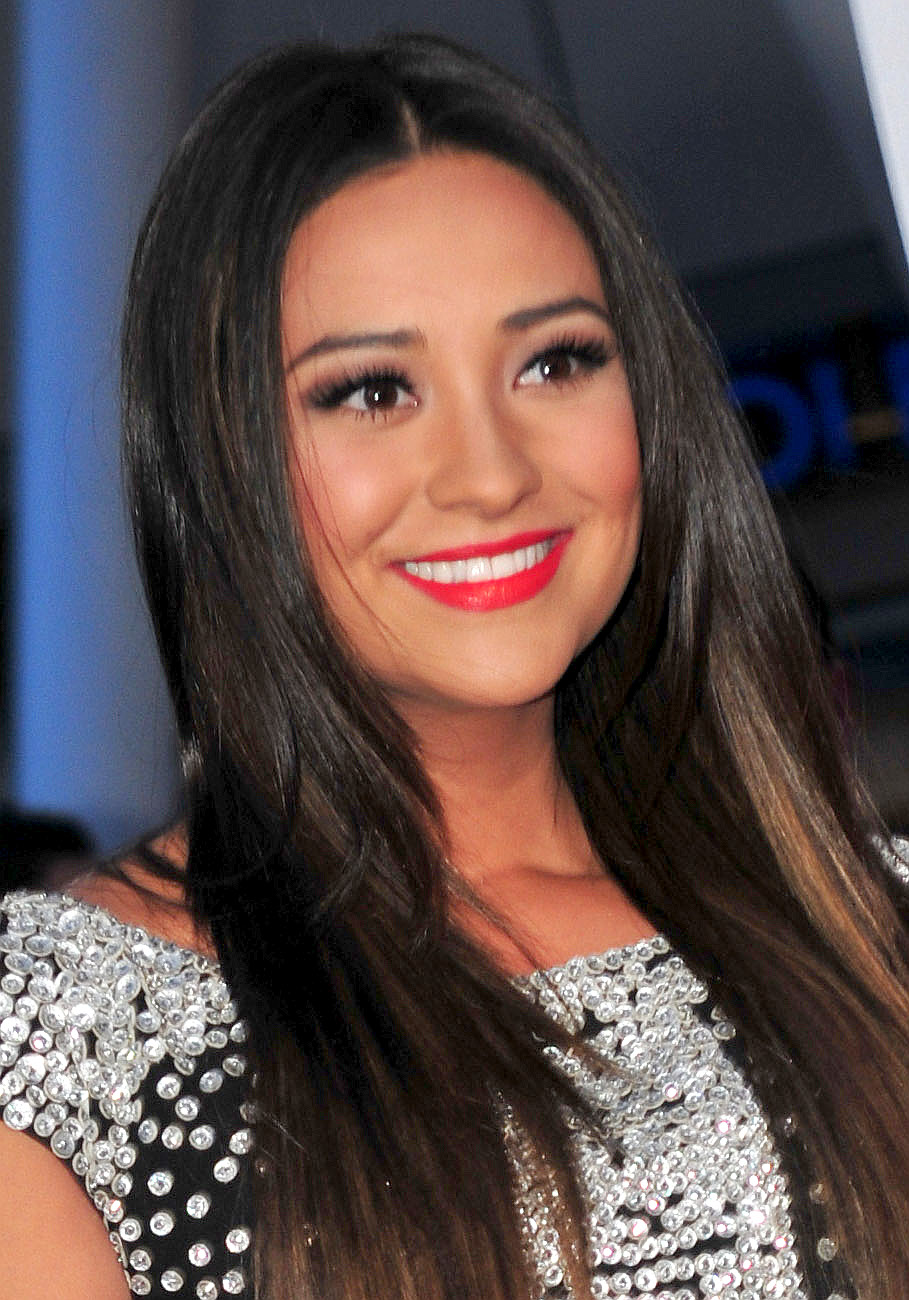
Shay Mitchell interpreta Emily Fields

(Stagioni 1-7), interpretata da Shay Mitchell e doppiata da Chiara Gioncardi.
Emily, nuotatrice dal carattere dolce, timido e sensibile, era la persona più vicino a Alison prima della sua scomparsa, ed era anche innamorata di lei. All'inizio della prima stagione, scopre di essere lesbica quando si innamora della nuova vicina di casa, Maya St Germain. Non è facile ammettere la propria natura, ma Emily viene ben accettata dalla famiglia e dagli amici, anche se inizialmente la madre si mostrerà contraria alla sua omosessualità. Sempre in questo periodo fa amicizia anche con Toby, il fratellastro di Jenna Marshall, anche se lei e le sue amiche, in un primo momento, manifestarono nei suoi confronti una certa diffidenza. Nel frattempo Maya viene beccata dalla madre con della droga, ed viene inviata in un centro di Rehab. Tornata a Rosewood, Maya scapperà di nuovo. Dopo aver scoperto che Mona è A, Emily viene accolta dalla madre in lacrime che annuncia il ritrovamento del cadavere di Maya. Nella terza stagione, Emily è ancora sconvolta per la morte di Maya, ma poi inizia ad avere una relazione con la sua compagna di squadra di nuoto, Paige McCullers. A causa di un incidente Emily non può più continuare a nuotare. Emily lascia Paige perché non riesce più a fidarsi di lei, dato che quest'ultima aveva confessato alla polizia che Alison è ancora viva. Nella quinta stagione Emily prova ancora sentimenti per Alison, ma poiché la ragazza nasconde ancora dei segreti decide di lasciarla e si rimette con Paige. Dopo essere scappata dalla DollHouse di A, Emily stringe un forte legame con Sara Harvey, una ragazza che era tenuta prigioniera da A insieme a lei. Nella settima stagione lavora al Radley e inizia a frequentare una pasticcera che però lascerà a causa dei troppi segreti che deve nasconderle. In seguito le viene offerto un posto come allenatrice di nuoto nel suo vecchio liceo, posto che viene offerto anche a Paige, che ritorna temporaneamente a Rosewood. Dopo un ritorno di fiamma tra le due, Paige parte per un lavoro in una prestigiosa università. Emily si riavvicinerà ad Alison e non appena scopre che quest'ultima è incinta decide di aiutarla. Poi si scopre che il bambino che porta in grembo Alison in realtà è di Emily, infatti Eliott Rollins ha fatto impiantare gli ovuli di Emily in Alison. Dopo la nascita delle bambine, Lily e Grace, Alison fa la proposta ad Emily e lei accetta.

### Ezra "Fitz"Fitzgerald

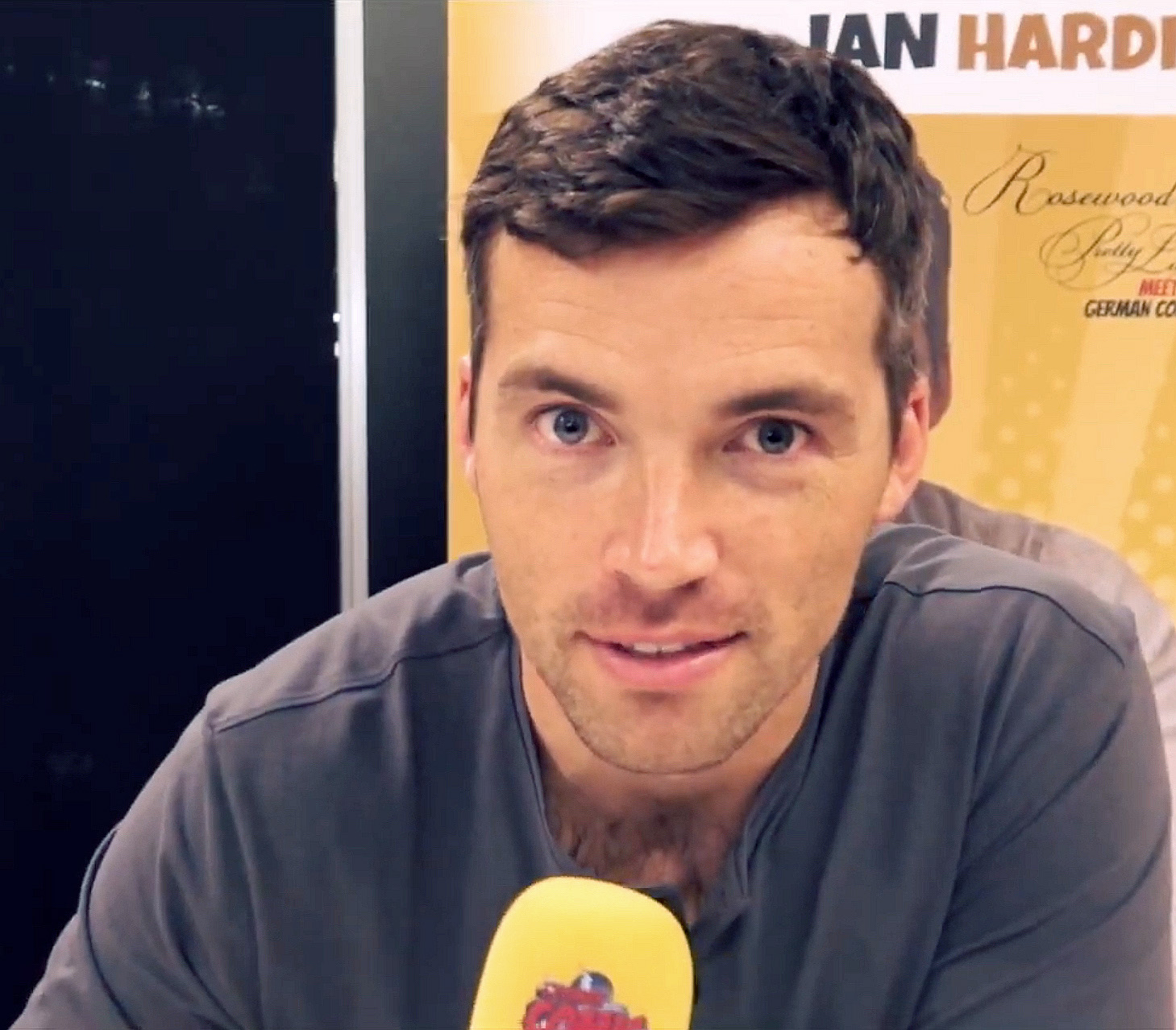
Ian Harding interpreta Ezra Fitz

(Stagioni 1-7), interpretato da Ian Harding e doppiato da Francesco Venditti.
Ezra Fitz è un ragazzo di 25 anni di famiglia ricca e benestante che si trasferisce a Rosewood poiché ottiene il lavoro di insegnante di letteratura presso la scuola superiore della cittadina. Nei primi giorni di settembre del 2010, conosce in un pub, Aria Montgomery innamorandosi di lei e baciandola poco dopo. Tuttavia, iniziata la scuola, Aria capisce che l'uomo è un suo insegnante e che questo complica notevolmente la loro relazione. Nella seconda stagione, Ezra confessa ai genitori di Aria della loro relazione, scatenando l'ira di Ella e Byron che vogliono denunciarlo. Tuttavia, mentre la madre sembra, dopo un po', accettare la storia, il padre farà di tutto per cacciare Ezra da Rosewood. Nel finale della quarta stagione, Ezra sembra essere A, ma in realtà sta semplicemente spiando le ragazze da anni per poter scrivere un romanzo Thriller e scoprire l'identità del killer per proteggere Aria. La ragazza, sentendosi usata, lascia l'uomo. Tuttavia, nel fatal finale, quando Shana si rivela essere uno degli A, Ezra corre a New York e, nel tentativo di proteggere le ragazze, viene ferito allo stomaco. Ripresosi e tornato a Rosewood, Ezra si rimette con Aria. Nel finale della quinta stagione, aiuta Caleb e Alison a cercare le ragazze, rapite da A e condotte nella DollHouse. Ezra e Aria a un certo punto si lasciano, Ezra conosce Nicole, amica di Emily, si fidanzano partendo per la Thailandia per un'operazione umanitaria. Nel frattempo la scomparsa di Nicole induce le nostre protagoniste a ipotizzare che sia morta. Dopo 5 anni in cui le Liars sono state lontane da Rosewood, queste tornano. Si presenta così un'occasione che riavvicinerà Aria ed Ezra, ovvero la scrittura di un libro. Così Ezra e Aria si fidanzano nuovamente e Ezra le fa proposta di matrimonio, alla quale Aria decide di accettare. Quasi contemporaneamente però Nicole viene ritrovata creando delle complicazioni nella loro relazione. Nonostante questo Ezra non intende lasciare Aria, e, dopo aver spiegato la situazione a Nicole, torna da Aria. Il giorno prima delle nozze però viene rapito da Alex Drake, sorella gemella di Spencer. Alex ha anche rapito Spencer rinchiudendoli nella casa costruita da Toby. Fortunatamente i due riescono a fuggire, così lui ed Aria finalmente si sposano. A fine stagione si scopre che lui ed Aria hanno deciso di adottare un bambino.

### Caleb Rivers

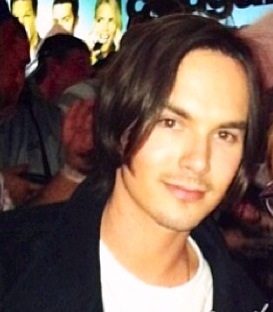
Tyler Blackburn interpreta Caleb Rivers

(Stagioni 1-7), interpretato da Tyler Blackburn e doppiato da Daniele Raffaeli.
Caleb Rivers è un nuovo ragazzo appena trasferitosi a Rosewood. Ragazzo di strada e apparentemente sbandato, comincerà sin da subito a mostrare interesse verso Hanna. Caleb è un bravo esperto di informatica e per questo verrà assunto da Emily al fine di hackerare il cellulare di Hanna, in modo da poter comunicare con Maya mentre questa è in Rehab. Hanna inizia a stringere un forte interesse per il ragazzo e prega Lucas di offrirgli un riparo. Successivamente, Hanna e Caleb si baciano e, accampati nel bosco, perdono la verginità. Inizialmente Caleb non sembra essere molto simpatico alla madre di Hanna, tuttavia si guadagna la sua fiducia. Verso la fine della stagione, Hanna scopre che Caleb era stato assunto da Jenna e l'aveva solo usata per cercare una chiave per la cieca. Hanna lascia Caleb ma poco dopo si rimetteranno insieme. Nella terza stagione, Caleb salverà Emily quando sarà minacciata da Nate St Germain, assassino di Maya, nella torre del faro. Inoltre, Hanna aiuta Caleb a farlo ritrovare con suo padre. Quando nella quarta stagione la madre di Hanna sarà arrestata per omicidio, Caleb proteggerà la ragazza e veglierà su di lei. Nel finale della quinta stagione si mobilita per cercare le ragazze rapite da A insieme ad Ezra, Toby ed Alison. Una volta liberate le ragazze, Caleb promette ad Hanna di starle più vicino. Nella sesta stagione dopo un breve distacco fra i due, Caleb decide di cercare lavoro e casa a New York per poter vivere in tranquillità con Hanna.

### Toby Cavanaugh
(Stagioni 1-7), interpretato da Keegan Allen e doppiato da Alessio Nissolino.
Toby Cavanaugh è il fratellastro di Jenna Marshall. Minacciato da Alison si prende la colpa per l'incidente che ha reso cieca sua sorella, per cui passerà un anno in riformatorio. Tornato a scuola, cerca di avvicinarsi a Emily, con la quale scopre di avere molte cose in comune, ma la situazione si complica quando tenta di rivelarle la verità sul suo coinvolgimento nei fatti dell'estate scorsa e, frainteso, Emily scappa ferendosi alla testa. Dalle quattro ragazze viene accusato di aver ucciso Alison DiLaurentis, accuse che cadono per insufficienza di prove. Verso la fine della prima stagione si lega sentimentalmente al suo tutor in francese, Spencer. Nel dodicesimo episodio della terza stagione, si scopre che Toby era entrato nell'A Team, ma solo per scoprire l'identità di A e per proteggere dall'interno, sia Spencer che le sue amiche. Inoltre inizia ad indagare sulla morte della madre, paziente al Radley, scoprendo che un altro paziente era insieme a lei il giorno in cui sua madre si buttò da una finestra. Verso la fine della terza stagione, Spencer crede di aver trovato nel bosco il cadavere di Toby, ma in realtà è una trappola di A, in quanto il ragazzo sta bene ed è vivo. Nella quinta stagione, Toby diventa un poliziotto e questo causerà non poche tensioni con Spencer. Sarà molto contento di riabbracciare la ragazza quando questa riesce a fuggire dalla DollHouse di A.

### - A - Mona Vanderwaal - Charlotte DiLaurentis - Alex Drake

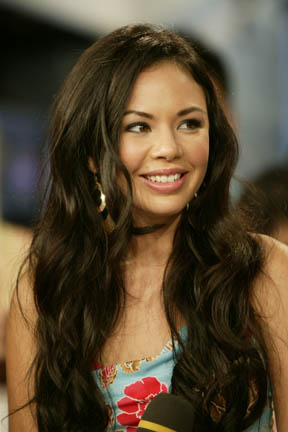
Mona Vanderwaal, interpretata da Janel Parrish, è la prima e originale A.

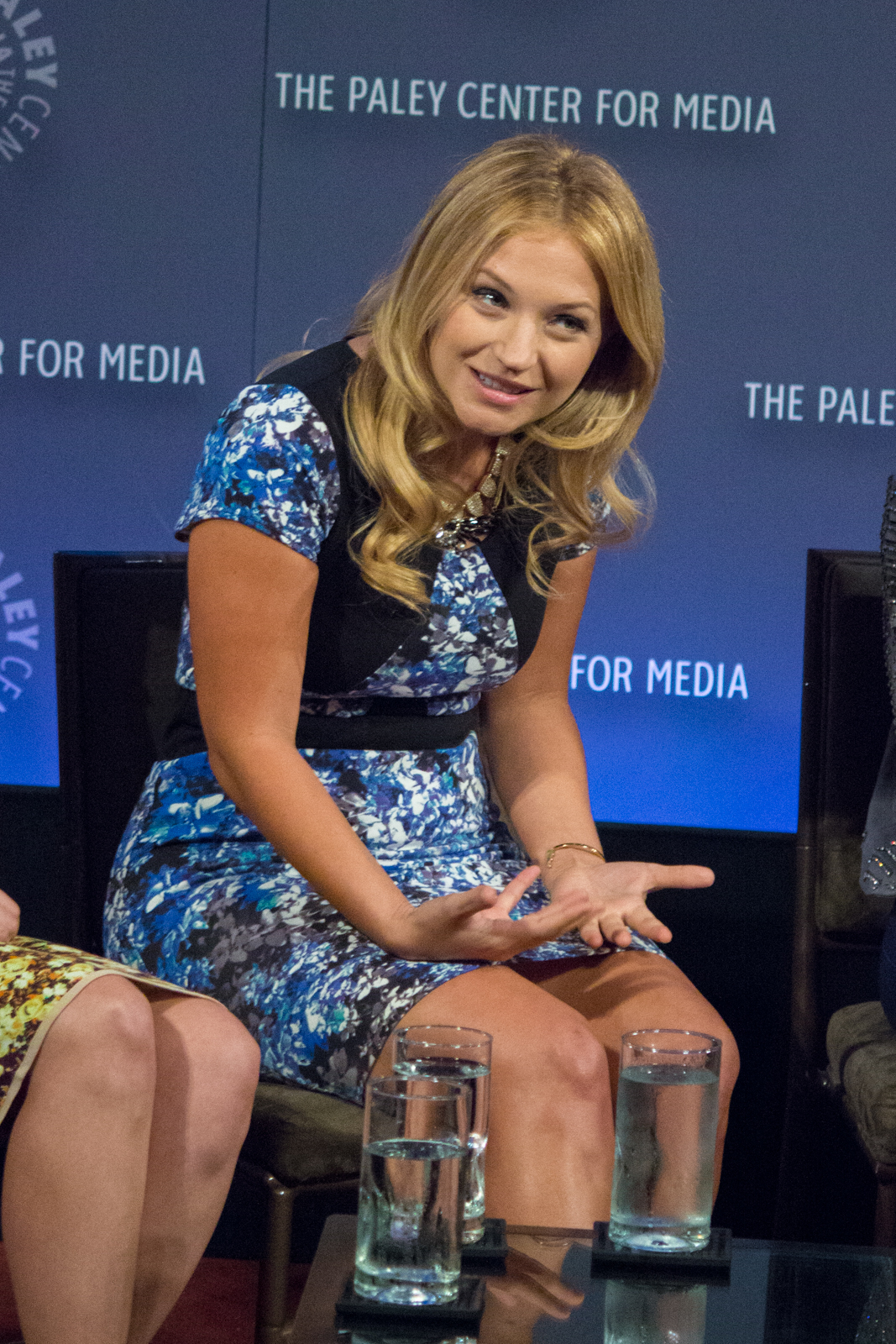
Vanessa Ray interpreta la seconda A, ossia Charlotte DiLaurentis, conosciuta anche come CeCe Drake

Interpretata da Janel Parrish (stagioni 1-2) e Vanessa Ray (stagioni 3-6) è l'antagonista principale della serie. Appare come una figura misteriosa, solitamente con addosso completi neri; minaccia le protagoniste inviando loro dei messaggi anonimi, firmati appunto -A. La prima A colpisce le ragazze usando i loro punti deboli e svelando i loro segreti più profondi. La seconda, invece riduce i messaggi minatori ma passa ai dati di fatto mettendo più volte a rischio la vita delle ragazze. La terza A si firma come A.D e ciò fa pensare si tratti di Elliot Rollins, il cui vero nome è Archer Dunhill, ma essendo morto a causa di Hanna è molto improbabile che si tratti di lui, anche se niente è mai come sembra. Si scoprirà che A.D. non è altri che Alex Drake, gemella di Spencer.
- Mona Vanderwaal si rivela essere la prima e originale A nel finale della seconda stagione. Mona era diventata A per vendicarsi del bullismo subito anni prima da Alison e dalle sue amiche. Inoltre, Mona si vendica delle ragazze per averle portato via Hanna, sua unica amica dopo la scomparsa di Alison. Mona inizia a minacciare Alison nel corso della festa di Halloween del 2008 con messaggi anonimi e minatori, giungendo persino a minacciarla di ucciderla se non se ne fosse andata da Rosewood. Mona aveva l'obiettivo di allontanare Alison dalla città: la notte della sua scomparsa prende in mano l'occasione aiutando Alison a scappare dalla persona che la colpì con una pietra. Un anno dopo, quando Aria torna a Rosewood e il vecchio gruppo di amiche si riunisce, Mona inizia a tempestare con dei messaggi le ragazze, firmati "A", con lo scopo di dividerle. Durante le prime due stagioni della serie, Mona è quindi la responsabile di tutto ciò che avviene alle quattro protagoniste. Nel finale della seconda stagione, decide di rivelarsi a Spencer, proponendole di schierarsi dalla sua parte, ma, dopo che Spencer rifiuta e cerca di scappare, Mona viene arrestata e ricoverata all'ospedale psichiatrico Radley Sanitarium. Da qui in poi, il ruolo di A le viene rubato, e Mona stessa diventa una vittima del suo stesso gioco.
- Charlotte DiLaurentis si rivela essere la seconda A nel finale estivo della sesta stagione. Nata di sesso maschile come Charles Drake viene adottato dalla famiglia Di Laurentis, mostrando sin da piccola atteggiamenti femminili che attirarono l'ira e la vergogna del padre. L'uomo approfittò di una occasione in cui Charles provò a fare un bagno ad Alison per accusarlo di essere pazzo e rinchiuderlo al Radley Sanitarium. Durante la sua permanenza al Radley, Charles viene visitato dalla madre e dalla zia, rimanendo però solo dopo alcuni anni. Stringe amicizia con un'altra paziente del Radley, Bethany Young, l'unica da cui Charles si faceva vedere quando si vestiva con i vestiti che sua madre comprava per lui e per sua sorella Alison. Quando una notte, mentre Charles, in compagnia di Bethany, indossava uno dei vestiti portatogli da sua madre, sul tetto dell'ospedale, una paziente, Marion Cavanough, madre di Toby, giunge anch'essa sul tetto, Charles si nasconde, mentre Bethany, con un atto di follia, spinge giù dal tetto la donna uccidendola. In seguito Bethany accusa Charles al quale viene diagnosticata una malattia mentale. Tuttavia, all'età di 16 anni, la madre Jessica aiuta il figlio ad effettuare il cambio di sesso per diventare donna a tutti gli effetti. Charles, diventata ormai Charlotte, ottiene la possibilità di frequentare l'università e di uscire qualche volta dall'ospedale. Uno di questi giorni, però, Charlotte si introduce al liceo di Rosewood sotto il nome di CeCe Drake e fa la conoscenza di Jason DiLaurentis, in realtà suo fratello, con il quale poi intraprende una relazione. Jason successivamente presenta la sua nuova fidanzata alla sua famiglia e, ad eccezione di Jessica che conosce la vera identità di CeCe, invitano la ragazza a trascorrere le vacanze estive con loro: Cece, felice, accetta. Durante le vacanze estiva a Cape May, Charlotte stringe una fortissima amicizia con Alison, e incontra anche Darren Wilden e altre persone come Melissa Hastings e Ian Thomas. Charlotte però deve ritornare al Radley, ed è costretta ad interrompere la relazione con Jason. Nel frattempo, Jessica intraprende una relazione con il padre di Bethany, e, quando la ragazza lo viene a sapere, furiosa, scappa dal Radley con addosso i vestiti di Charlotte con l'intento di uccidere Jessica. Charlotte scopre le intenzioni di Bethany e la segue. Vedendo una ragazza bionda avvicinarsi a casa sua con addosso i suoi stessi vestiti, e pensando fosse Bethany, la colpisce con una pietra. Solo dopo capisce di aver colpito Alison, e aiutata ancora dalla madre, viene riportata al Radley dal giovane detective Wilden, che copre la faccenda. Durante questo periodo, Charlotte, convinta di aver ucciso sua sorella, non esce più dal Radley. L'arrivo di una nuova paziente al Radley, Mona, incuriosisce molto Charlotte che si fa raccontare tutti i dettagli riguardanti le vecchie amiche di Alison, comprendendo che le ragazze sono in realtà contente della scomparsa di sua sorella. Quando finalmente Charlotte viene rilasciata, decide di riprendere il gioco che Mona aveva lasciato in sospeso, iniziando a fare amicizia e conoscere meglio le quattro protagoniste presentandosi ovviamente come CeCe, amica di Alison. Oltre ad essere la responsabile di molte minacce rivolte alle ragazze e di alcuni omicidi, come quello di Darren Wilden, Charlotte qualche volta intraprende il ruolo di Red Coat costringendo Mona, ed Emily ex tossicodipendente, a disseppellire il corpo di Alison per accertarsi che sua sorella sia realmente morta. Quando scopre che la sorella è viva, decide di smetterla di interpretare il ruolo di A e contemporaneamente di contattare sua sorella. Tuttavia, Charlotte non riesce a porre fine al suo gioco, ormai diventato come una droga, e, dopo aver incastrato le protagoniste, le sequestra e le conduce nella sua casa delle bambole, dove, alcuni mesi prima, aveva anche rinchiuso Mona. Durante la permanenza delle ragazze nella casa delle bambole, Spencer scopre che la famiglia DiLaurentis aveva un altro figlio, Charles, e, dopo essersi liberate, iniziano ad indagare su questo bambino del quale, non solo Alison non ricorda l'esistenza, ma Jason credeva, su "suggerimento" del padre, fosse un amico immaginario. Al ballo di fine anno, Charlotte svela la sua identità sia alla sorella che alle protagoniste. A Mona racconta la sua storia, e, dopo aver cercato di buttarsi dal tetto del Radley, decide di costituirsi per il bene della sorella. 
Cinque anni dopo, Charlotte sembra essere guarita, anche grazie all'aiuto di Alison la quale le è stata molto vicina. Charlotte dunque non viene ritenuta più un pericolo pubblico, per cui esce dall'ospedale psichiatrico. Tuttavia, la sera del suo rilascio, viene uccisa da Mona, che la spinge da una finestra del campanile della chiesa di Rosewood. Nel summer finale della settima stagione scopriamo che Spencer è sua sorella biologica in quanto anch'ella figlia di Mary Drake.

### Mona Vanderwaal

(Stagioni 1-7), interpretata da Janel Parrish e doppiata da Joy Saltarelli. 
Amica di Hanna, da subito, dopo la scomparsa di Alison, ha sempre covato un grandissimo rancore per Alison, che la prendeva in giro chiamandola "Mona la perdente". Nella seconda stagione aiuterà Emily a rientrare nella squadra di nuoto iniziando a ricevere messaggi da A. Nel finale della seconda serie si scopre essere lei A. Mona, successivamente, ritenuta pazza, viene rinchiusa al Radley Sanitarium: qui viene visitata da qualcuno che indossa un cappotto rosso, che si presume le rubi il ruolo di A diventando così la seconda A. Si allea con Toby, che voleva proteggere Spencer e scoprire la verità sulla morte della madre, e successivamente anche con Spencer. Mona aveva lo scopo di scoprire chi fosse la seconda A, ma la sua indagine fallisce, venendo rinchiusa con le ragazze in una baita che viene incendiata. Viene salvata dal Cappotto Rosso, convinta che quella figura fosse Alison. Nella quinta stagione, in seguito al ritorno di Alison, cerca di creare un gruppo per contrastarla reclutando tutte le persone che un tempo erano state ferite e prese in giro da lei; tuttavia Alison riesce a portare tutti dalla sua parte. Mona si allea con le ragazze, stanche dalle bugie di Alison, e, insieme a Spencer, scopre che Alison conosceva Bethany Young. Ma, nel momento in cui pensa di aver vinto contro Alison, Mona viene uccisa da A. Si scopre poi che in realtà Mona aveva un piano: fare finta di morire per far credere ad A di essere dalla sua parte, in modo tale da smascherarlo. Si scopre poi nel season finale della quinta stagione che non è mai morta, ma A, scoprendo il suo piano, l'ha rapita per tenerla rinchiusa nella sua casa delle bambole, obbligandola a fare finta di essere Alison. Nella sesta stagione, si scopre che Mona sta coprendo l'amica Lesli Stone, la quale è stata compagna di stanza di Bethany Young al Radley.

### Alison Lauren DiLaurentis

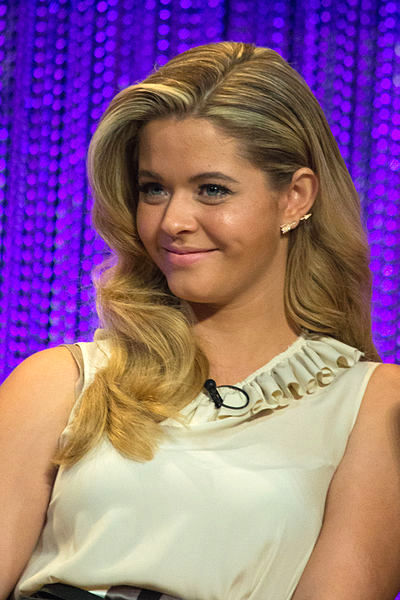
Sasha Pieterse interpreta Alison DiLaurentis

(Stagioni 1-7), interpretata da Sasha Pieterse e doppiata da Valentina Favazza.
È passato un anno dalla sua scomparsa, ma Alison è più che mai presente nella vita dalle sue amiche. I messaggi di A rivelano segreti di cui solo Alison era a conoscenza ed è proprio questo che porta le sue amiche a credere che sia ancora viva. Alison era perseguitata da qualcuno, per cui, allo scopo di scoprire l'identità del suo stalker inodossava una parrucca nera fingendosi essere una ragazza di nome Vivian Darkbloom. Nel primo episodio della terza stagione, la sua salma viene trafugata e gli oggetti contenuti in essa spediti alle ragazze da A. Nella puntata finale che chiude la terza stagione, si scopre che, probabilmente, è ancora viva, ma resta ancora da scoprire se sia lei la ragazza misteriosa dal cappotto rosso probabilmente a capo dell'A-Team. Nel Summer Finale della quarta stagione si scopre che esistono due Red Coat e che quella buona è Alison (aiutata da CeCe). Alison cerca di aiutare le amiche, mentre l'altro è BigA. Nel tredicesimo episodio della quarta stagione, le ragazze parlano con Alison, la quale confessa di voler tornare a casa e di avere paura di qualcuno. Viene ritrovata dalle amiche a New York e racconta quello che è successo la notte della sua scomparsa: dopo aver incontrato Ian, Ezra, aver litigato con Spencer, poi incontrato Jenna e Garrett, e infine Byron, torna a casa credendo di aver sconfitto il desiderio omicida di A. Tuttavia, l'assassino la colpisce alla testa con una pietra sotto gli occhi della madre Jessica, la quale la seppellisce per proteggere A; la ragazza era però ancora viva. Viene salvata da Carla Grunwald, una sensitiva di Ravenswood. Mentre la Grunwald la stava portando in ospedale, Alison fugge e incontra Mona. Questa la portò in un motel convincendola che la cosa migliore da fare era fuggire e fingersi morta. Due anni dopo, Alison decide di tornare a Rosewood raccontando alla polizia di essere stata rapita e di essere scappata dal suo rapitore. Nel Fatal Finale della quinta stagione, Alison si sottopone alla macchina della verità incastrando Spencer per l'omicidio di Bethany; inoltre rimane quasi compiaciuta alla notizia della morte di Mona Vanderwaal, per cui verrà dichiarata colpevole, arrestata e rinchiusa in carcere. Dopo che la polizia di Rosewood viene a conoscenza del rapimento delle liars e della finta morte di Mona, anch'essa rapita da A, Alison viene scagionata, ed insieme a Ezra, Caleb e Toby si impegna per liberare le sue amiche. Nella sesta stagione scopre di avere un altro fratello, Charles, il quale si rivela essere BigA, ed è, inoltre, è la prima a scoprirne l'identità durante il ballo di fine anno. Poi però scoprirà che Charles è Cece Drake, ovvero sua sorella, Charlotte Drake. Nella settima stagione scopre di essere incinta. All'inizio è convinta che sia di Archer Dunhill, ma successivamente scoprirà che A.D. ha rubato gli ovuli che Emily aveva donato e li ha impiantati dentro di lei mentre era al Welby. Alison confessa i suoi sentimenti per Emily, dopo essere stata incoraggiata da Paige, e le due iniziano una relazione. Un anno dopo Alison ed Emily hanno due gemelline, e Alison chiederà ad Emily di sposarla, e lei accetterà.

### Jenna Marshall

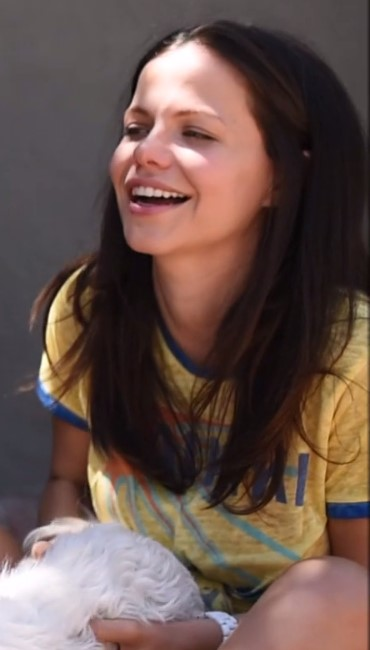
Tammin Sursok interpreta Jenna Marshall

(Stagioni 1-5, 7), interpretata da Tammin Sursok e doppiata da Giulia Catania.
È sorellastra e coetanea di Toby Cavanaugh. Ha perso la vista in un incidente causato da Alison, Aria, Spencer, Hanna ed Emily, le quali hanno gettato un petardo nel suo garage causando un incendio che l'ha accecata. In passato, ha obbligato suo fratello ad intraprendere una relazione sessuale clandestina, conclusa dopo che Alison la scopre. Ha avuto una travagliata storia con l'agente di polizia Garrett Reynolds, condividendo con lui un segreto sulla notte della scomparsa di Alison, e ha avuto una relazione con Noel Khan. Alla fine della seconda stagione, si sottopone ad un intervento per recuperare la vista, fingendo, però, che l'operazione non sia andata a buon fine, nonostante l'abbia riacquistata. Viene scoperta dalle ragazze e cercherà di convincerle a non rendere pubblica la notizia, temendo per la sua incolumità. Sarà lei stessa a rivelare di aver riacquistato la vista. Sembra avere una relazione con Shana e insieme a lei aiuta il detective Wilden, precedentemente investito da Ashley Marin (la madre di Hanna), a riprendersi. Nella quarta stagione riperderà la vista. Dopo la morte di Shana a New York, Jenna fa amicizia con Sidney Driscoll, una ragazza fisicamente molto simile a lei. Deciderà poi di diventare amica di Alison, in quanto non vuole ripetere l'errore fatto in precedenza, rifiutando la sua amicizia.

## Personaggi legati ad Hanna Marin
- Ashley Marin (stagioni 1-7), interpretata da Laura Leighton e doppiata da Claudia Catani (stagioni 1-2) e da Sabrina Duranti (stagioni 3-7)
Ashley Marin è la madre di Hanna, e, prima del divorzio, moglie di Tom Marin. Separata, vive con Hanna nella periferia di Rosewood in una grande casa e lavora in una banca della città. Inizialmente appare una donna superficiale, frivola e snob, alla quale sembra tenere solamente ai soldi e alla sua reputazione, ma in realtà ama molto la figlia Hanna, che cerca di proteggere qualsiasi modo. Sotto il suo aspetto da madre snob si nasconde in realtà una persona profonda e sola, triste, per il tradimento subito dal marito. Nelle prime stagioni, a causa del divorzio con Tom, avrà diversi problemi economici. I creditori, infatti, pretendono il pagamento immediato dei debiti della casa, così  Ashley ruba il denaro ad una signora anziana appena deceduta da una cassetta di sicurezza della banca, nascondendo la refurtiva nelle scatole di pasta della propria cucina. Viene però scoperta da Hanna, la quale dapprima sembra indignata per il furto commesso dalla madre, ma poi si rende conto che la donna ha davvero bisogno di quei soldi. Dopo aver pagato parte dei debiti, Ashley ripone nella cassetta di sicurezza ciò che è rimasto. Tra la fine della terza e la prima metà della quarta stagione, sarà accusata dalla polizia di aver ucciso il detective Wilden, a causa dei numerosi indizi, scoperti da Hanna e dalle liars, che apparentemente la incastrano. A seguito di una lite, infatti, Ashley aveva investito Wilden con la propria auto. L'uomo, però, non morì e venne aiutato a rialzarsi da Jenna e Shana. Le prove contro di lei erano consistenti; nei giorni dell'omicidio, infatti, Ashley non era a casa, infatti disse ad Hanna di essersi recata ad un convegno a New York, e, sotto il lavello della cucina, Hanna rinviene le scarpe a spillo della madre, infangate. Per questo, viene arrestata e condannata. Ashley potrebbe rischiare la pena di morte, ma verrà scagionata tempo dopo quando Mona confessa l'omicidio, anche se in realtà non è stata lei a commetterlo, quando Travis, un benzinaio, prova che la donna non era sul luogo dell'omicidio nel momento in cui è avvenuto. Dalla terza stagione si lega sentimentalmente a Ted, il reverendo della città; durante la sua assenza lo tradisce con però Jason DiLaurentis. Sebbene accetti in un primo momento la proposta di matrimonio di Ted, i sensi di colpa la costringeranno a declinare, per poi lasciare il reverendo. Preoccupata per Hanna, sarà sollevata quanto ritornerà a casa dopo un mese di rapimento nella DollHouse di A. Si preoccuperà, inoltre, di procurare alla figlia una borsa di studio per l'università.
- Thomas "Tom" Marin (stagioni 1-2, 4-5), interpretato da Roark Critchlow e doppiato da Stefano Benassi.
Padre di Hanna, ha divorziato con Ashley Marin e si è trasferito in una nuova casa con la sua nuova moglie, Isabel e la sua nuova figliastra, Kate Randall. Hanna serba forte rancore nei confronti del padre, che accusa di averle abbandonate per delle persone false ed ipocrite. Nonostante la sua nuova famiglia sia effettivamente perfida, Tom sembra non riuscire a capire l'odio di Hanna. Durante il matrimonio con Isabel, Hanna racconterà alla donna della relazione segreta dell'uomo con Ashley. Isabel, sconvolta, abbandona le nozze, ma tempo dopo sposerà comunque Tom e i due insieme a Kate andranno a vivere a Baltimora.
- Regina Marin (stagioni 2-3), interpretata da Betty Buckley e doppiata da Graziella Polesinanti.
La nonna paterna di Hanna.
- Sean Ackard (stagione 1), interpretato da Chuck Hittinger e doppiato da Fabrizio De Flaviis.
Il ragazzo di Hanna all'inizio della serie. Crede fermamente nella castità, motivo di litigi con Hanna. Si lasciano per colpa di A durante la maratona di ballo in cui Hanna è costretta a ballare con Lucas per riavere i soldi rubati dalla madre.
- Darren Wilden (stagioni 1-4, 6), interpretato da Bryce Johnson e doppiato da Alessio Cigliano (stagione 1) e Francesco Pezzulli (stagioni 2-4, 6).
Darren Wilden è il detective incaricato di arrestare Hanna per il furto degli occhiali da sole al centro commerciale con Mona. La madre di Hanna, per evitare una cattiva reputazione alla figlia, inizia, per far cadere le accuse, una breve relazione con il poliziotto. Tuttavia, i due si lasciano poco dopo, quando Ashley capisce che l'uomo rappresenta una minaccia, sia per lei che per Hanna. Wilden viene poi incaricato di indagare sull'omicidio di Alison interrogando ripetutamente le ragazze, anche a scuola. Viene rimosso dal caso dalla madre di Spencer, Veronica Hastings, ma tornerà ad occuparsene nella terza stagione. Alla fine della terza stagione, Wilden scompare misteriosamente. Si scopre in seguito che l'uomo era stato investito dalla madre di Hanna dopo un litigio sul ciglio di una strada. Per questo e per molti altri indizi, la madre di Hanna sarà arrestata per omicidio e rinchiusa in carcere. Tuttavia, come mostra un video, l'uomo si era rialzato dopo l'incidente venendo aiutato da Jenna e Shana; ad uccidere l'uomo era stata Cece Drake, ossia Charlotte DiLaurentis, poiché sapeva troppe cose riguardo alla morte della madre di Toby e all'omicidio di Bethany Young.
- Lucas Gottesman (stagioni 1-3, 5-7), interpretato da Brendan Robinson e doppiato da Davide Perino.
Lucas è un ragazzo timido e solitario. È innamorato di Hanna sin dalla prima stagione, ma per lei è solo un amico. Era molto spesso preso in giro sia da Alison sia da Mona. In seguito, distrugge il monumento fatto erigere in memoria di Alison. Nella seconda stagione della serie le ragazze pensano che Lucas sia lo schiavetto di A a causa di una telefonata fraintesa al telefono amico. Alla fine però si rivela un errore. In realtà, nella terza stagione si scoprirà che aveva davvero aiutato Mona, poiché ricattato da quest'ultima. Lascerà il liceo per terminare gli studi a casa. In seguito decide di ritornare a scuola e di creare un gruppo anti-Alison. Dopo la finta morte di Mona decide di allearsi con le Liars.
- Isabel Randall (stagioni 1-2), interpretata da Heather Mazur e doppiata da Barbara Villa (stagione 1), Micaela Incitti (stagione 2) e Rossella Izzo (episodio 2x19).
Futura moglie di Tom, mamma di Kate e matrigna di Hanna. Durante il matrimonio Hanna le rivela della storia tra il padre e la madre e questa se ne va sconvolta. Alla fine però lo sposerà ugualmente.
- Kate Randall (stagioni 1-2), interpretata da Natalie Floyd (stagione 1) e Natalie Hall (stagione 2) e doppiata da Elena Liberati (stagione 1) e Myriam Catania (stagione 2). .
Figlia di Isabel, compagna e futura moglie del padre di Hanna. Inizialmente è molto dolce, ma, dopo che Hanna mette sbadatamente il cappello sopra il microfono della cabina radio, Kate sente gli insulti che la futura sorellastra rivolge a lei e alle sue amiche. Allora emerge la sua vera natura: minaccia infatti Hanna di addestrarla come un cavallo. Alla cena di prova per il matrimonio fa ubriacare Hanna facendole credere che tutte e due si stessero ubriacando, invece Kate somministra a se stessa della semplice acqua e limonata, invece ad Hanna somministra dell'alcool. Hanna inizia a sentirsi male e finisce per vomitare sull'abito da sposa di Isabel. Prima della cerimonia Kate ci prova con Caleb, ma quest'ultimo la rifiuta confessandogli che il vestito da damigella la fa sembrare grassa. Kate si trasferisce a Rosewood e inizia a frequentare il liceo di Hanna. Si fa fare una foto nuda e la manda sul cellulare di tutti facendo credere che l'avesse mandata Hanna, Kate verrà poi scoperta e smascherata.

## Personaggi legati a Spencer Hastings
- Veronica Hastings (stagioni 1-7), interpretata da Lesley Fera e doppiata da Roberta Pellini.
Madre adottiva di Spencer, è una perfetta madre per le sue ragazze. In un episodio rivela alla figlia di aver avuto il cancro al seno; è una stackanovista ed è spesso fuori di casa per lavoro. Non è molto felice della relazione tra la figlia e Toby, ma col tempo inizierà ad amarli. Diventerà l'avvocato, sia di Garrett quando verrà arrestato per l'omicidio di Alison, che di Ashley Marin per l'omicidio di Darren Wilden. Verso la fine della settima stagione, divorzia dal marito dopo aver scoperto che aveva complottato con Jessica DiLaurentis, per uccidere Mary Drake.
- Peter Hastings (stagioni 1-7), interpretato da Nolan North e doppiato da Francesco Prando.
Padre di Spencer. Abituato a vincere, dopo la lettera di suicidio di Ian chiede scusa alla figlia per non avergli creduto. Ha aiutato la famiglia DiLaurentis con il testamento della nonna di Jason e Ali. Si scopre essere padre di Jason. Inoltre più tardi viene rivelato che aveva pagato un investigatore privato per indagare sulla scomparsa di Alison, poiché pensava che sua figlia Melissa potesse avere a che fare con la sua scomparsa dato che era a conoscenza che la figlia mandava dei messaggi minacciosi ad Alison. In seguito si scopre che aveva assunto un investigatore perché credeva che Spencer avesse ucciso Alison. Nella settima stagione divorzia da Veronica Hastings, dopo che lei scoprì che Peter voleva uccidere Mary Drake per proteggere la sua famiglia, con l'aiuto di Jessica DiLaurentis e dopo il divorzio se ne andò da Rosewood. Nella settima stagione si scopre essere padre anche di Alex Drake, sorella gemella di Spencer, entrambe avute da Mary Drake.

- Melissa Hastings (stagioni 1-7), interpretata da Torrey DeVitto e doppiata da Angela Brusa.

 Sorellastra maggiore di Spencer e Jason per parte di padre, Melissa riesce sempre a ottenere ciò che vuole. L'unica cosa in cui non è brava è tenere i propri fidanzati lontani dalla sorella. Si sposerà con Ian, un suo vecchio fidanzato ritornato in città. Nella seconda stagione rimarrà incinta di Ian e deciderà di chiamare suo figlio Taylor. In seguito alla morte di Ian, per dimenticare l'accaduto, deciderà di trasferirsi nel suo appartamento a Philadelphia. Un video girato la sera in cui Ali è stata uccisa dimostra che lei era con Ian, Garrett e Jenna a casa DiLaurentis. Si scopre che aveva avuto una relazione con Garrett. Dirà di aver perso il bambino al sesto mese di gravidanza, ma si scoprirà che aveva perso il bambino molto prima, subito dopo la morte di Ian. Al ballo in maschera dell'ultima puntata della seconda stagione si travestirà da cigno nero affermando però di averlo fatto poiché è stata ricattata. Sembra conoscere molto bene Jenna e Shana. Nella quinta stagione si scopre che a seppellire Bethany Young è stata lei, un testimone l'ha scambiata per Alison, pensando che ad ucciderla fosse stata sua sorella Spencer. Dopo aver confessato alla sorella la verità con un video, parte per l'Inghilterra ed inizia a rifrequentare Wren, per poi lasciarlo nuovamente, così come confessa lei stessa nella sesta stagione.
- Ian Thomas (stagioni 1-2, 4), interpretato da Ryan Merriman e doppiato da Gabriele Sabatini. 
Era il ragazzo di Melissa prima della scomparsa di Alison. Torna a Rosewood dopo la comparsa di A e si rimette con Melissa, dopo che questa ha rotto il fidanzamento con Wren. Si scopre che ha avuto una relazione con Alison e che, assieme a Jason Di Laurentis e Garret Raynolds, faceva parte dell'N.A.T. Club, ovvero un gruppo che spiava le ragazze e le filmava. Durante una delle sue riprese, filma Jenna che seduce Toby. Alison entra in possesso dei filmati e inizia a ricattarlo, per questo motivo le ragazze credono che sia stato lui ad ucciderla. Successivamente le Liars trovano i filmati in un magazzino, dove Ali li aveva nascosti. Quando Spencer gli rivela che sono in suo possesso, lui cerca di ucciderla, ma una persona con il volto nascosto riesce a spingerlo giù dal campanile, mettendolo fuori gioco; si scoprirà in seguito che quella persona era Alison. Ian riesce a scappare, ma viene ritrovato morto da Melissa dopo alcuni giorni. Sembra che si sia suicidato, ma le ragazze sanno che in realtà è stato ucciso da A. Aspettava un figlio da Melissa, la quale lo perde il giorno dopo il ritrovamento del suo cadavere.
- Wren Kingston (stagioni 1-4, 7), interpretato da Julian Morris e doppiato da Flavio Aquilone.
Il fidanzato di Melissa all'inizio della prima stagione. I due romperanno dopo che Melissa vede Spencer che si bacia con lui. Ritorna nella seconda stagione e lavora all'ospedale di Rosewood. Nella terza inizia a lavorare al Radley Sanitarium e sembra nascondere un segreto, manifesta infatti uno strano comportamento verso Mona e Spencer. Nella quarta stagjone si intuisce la sua partecipazione all'arresto di Ashley Marin. Nelle stagioni successive si rivela essere un personaggio profondamente ambiguo, quasi cattivo, il contrario di come fino alla fine della seconda stagione era stato descritto, inoltre era stato lui a permettere a CeCe Drake di visitare Mona. Dalla quinta stagione si scopre che è ritornato con Melissa, ed insieme vivono a Londra. Nella sesta stagione Melissa rivela a Spencer che la sua storia con Wren è finita. Nella settima, la gemella di Spencer, Alex, le racconta che aveva avuto una relazione con Wren e che era stata lei stessa ad ucciderlo, perché voleva che lui la vedesse come Spencer e non come Alex. Alex le rivela di aver trasformato le ceneri di Wren in un diamante.
- Alex Santiago (stagione 1), interpretato da Diego Boneta e doppiato da Emanuele Ruzza.
Per una parte della prima stagione è il ragazzo di Spencer. Lavora al country club frequentato dai genitori della ragazza. I due avranno una relazione breve ma intensa; si lasceranno a causa di "A".

- Mary Drake (stagioni 4, 6-7), interpretata da Andrea Parker e doppiata da Alessandra Korompay.
È la sorella gemella di Jessica DiLaurentis e madre biologica di Spencer e di Charlotte. Viene rinchiusa al Radley per colpa della sorella, dove dà alla luce tre figlie. Alla fine della sesta stagione si scopre che è la madre biologica di Charlotte e nella settima stagione si scopre che è la madre biologica di Spencer e della sua sorella gemella Alex e inoltre è l'assassina di Jessica DiLaurentis. Dopo la rivelazione di AD (che era sua figlia Alex, gemella di spencer), viene portata da un poliziotto (il fidanzato di Mona) insieme alla figlia Alex in una versione della casa delle bambole di Mona in Francia, ma in seguito riescono a scappare.
- Charlotte Di Laurentis / Drake (stagioni 3-7), interpretata da Vanessa Ray e doppiata da Alessia Amendola.

 Vecchia amica di famiglia DiLaurentis. Assomiglia molto ad Alison ed ha avuto una relazione con Jason. Nella 4x12, si scopre che è Cappotto Rosso. Nella 6x10, si scopre che è in realtà Charles DiLaurentis, e Big -A. Si scoprirà essere la sorella di Spencer da parte della madre.
- Alex Drake (stagione 7), interpretata da Troian Bellisario e doppiata da Letizia Scifoni.

 Gemella di Spencer, assume l'identità di A.D. per vendicarsi della morte della sorellastra Charlotte.

## Personaggi legati a Emily Fields
- Pam Fields (stagioni 1-7), interpretata da Nia Peeples e doppiata da Chiara Salerno (1-7), Alessandra Cassioli (episodio 1x01) e Rossella Izzo (episodio 2x25).
Pam è la madre di Emily. È la classica madre repubblicana, molto devota, fedele e amorevole nei confronti della figlia. Inizialmente, proprio a causa dei suoi pregiudizi, non riesce a sopportare l'omosessualità di Emily e farà di tutto per allontanare la figlia da Maya. Riesce persino a spedire la ragazza in un centro di riabilitazione dopo aver scoperto i suoi spinelli. Tuttavia, dopo la partenza di Maya, Pam accetterà gradualmente la figlia per quello che è, incoraggiandola ad uscire per avere degli incontri. Inizialmente poliziotta, verrà licenziata nella terza stagione per colpa di A. Pam guiderà una macchina fino a sfondare il muro del soggiorno di casa Fields. Successivamente, ospiterà Sara Harvey a casa sua, dopo la fuga della figlia dalla DollHouse di A, dove lei e le sue amiche erano state sequestrate.
- Wayne Fields (stagioni 1-4), interpretato da Eric Steinberg e doppiato da Fabrizio Pucci.
Il padre di Emily vive in Texas per lavoro, quando scopre che la figlia è gay la accetta. Inoltre, quando la figlia avrà un malore le confesserà che la cosa più importante per lui e la madre, non è il nuoto, ma solo la sua salute. Dopo il ballo padre-figlia torna in Afghanistan per sei mesi. Nella sesta stagione si scopre che è morto (durante i 5 anni del college di Emily).

- Maya St. Germain (stagioni 1-3), interpretata da Bianca Lawson e doppiata da Francesca Manicone.

 È la nuova ragazza giunta in città, ed abita nella casa prima abitata dai DiLaurentis. Si innamora di Emily e lei la contraccambia, ma per Emily è difficile ammettere di essere lesbica. Alla fine riesce ad ammetterlo a suo padre, che la comprende, mentre sua madre ha ancora molti dubbi. Viene mandata via a causa di Pam a metà della prima stagione, ma torna alla metà della seconda scoprendo una Emily più matura e consapevole della sua natura. May dice ad Emily di essere stata accusata ingiustamente di far uso di marijuana, ma Emily la scopre mentre si fa uno spinello. Nell'episodio finale della seconda stagione Pam dice ad Emily che la polizia ha trovato un corpo in città: quello di Maya. Maya era uno spirito libero, proveniva da una famiglia hippy ed era sempre sorridente e positiva.
- Ben Coogan (stagione 1-2), interpretato da Steven Krueger e doppiato da Stefano De Filippis.
Il fidanzato di Emily nelle prime puntate della prima stagione. Emily lo lascia dopo che cerca di violentarla nello spogliatoio della piscina, fortunatamente in quella situazione è "salvata" da Toby. Ben è un egoista e superficiale, pensa solo al sesso.
- Paige McCullers (stagioni 1-5, 7), interpretata da Lindsey Shaw e doppiata da Myriam Catania (stagione 1) e Federica De Bortoli (stagione 2-5, 7).
Fa parte della squadra di nuoto con Emily e sono entrambe molto brave. Il padre di Paige accusa Emily di ottenere privilegi perché lesbica. Dopo una gara di nuoto Paige entra nell'auto di Emily e la bacia, dichiarandosi così anch'essa lesbica, ma non vuole dirlo ai suoi genitori. Le due ragazze inizieranno ad uscire segretamente, ma la storia si concluderà, poiché Emily è stanca di tutta la "segretezza" in cui devono sottostare per vivere la loro relazione. Ritorna nella seconda stagione, ancora attratta da Emily, confessando di aver fatto coming out. Nella terza stagione lei ed Emily vivranno finalmente la loro relazione alla luce del sole, relazione che terminerà nella quinta stagione a causa di Alison. Tuttavia, le due ragazze torneranno insieme, ma si lasceranno di nuovo dopo poco a causa dei genitori di Paige che invitano la figlia a trasferirsi in California, in quanto non ritengono più Rosewood un posto sicuro. Una volta partita, Paige non si farà più viva, ignorando le telefonate e le email di Emily. Nel corso della serie si scopre che era anche lei vittima degli scherni di Alison.
- Samara Cook (stagioni 1-2), interpretata da Claire Holt e doppiata da Eleonora Reti.
Nella prima stagione aiuta Emily a chiarire il suo rapporto con Paige, nella seconda diventa la ragazza di Emily, ma le due si lasciano quando Emily, ricattata da A, rivela il proprio numero di telefono alla migliore amica della ragazza. Samara è un'appassionata bigiotteria, infatti vende gioielli fatti da lei e si diletta anche a giocare a poker con un gruppo di amiche; è donna molto affettuosa. Quando Emily rivela il suo numero alla sua migliore amica, Samara si arrabbia molto, in quanto si sente tradita.
- Sydney Driscoll (stagioni 5, 7), interpretata da Chloe Bridges.
Compare nella quinta stagione e cerca di instaurare un rapporto con Emily. Si scopre, successivamente della sua alleanza con Mona e Jenna contro Alison.
- Talia Sandoval (stagione 5), interpretata da Miranda Rae Mayo.
È una cuoca assunta al Brew dopo che il locale viene acquistato da Ezra. Si interessa subito ad Emily, che ricambia l'interesse. Tuttavia la stessa Emily si tira indietro dopo che scopre che Talia è sposata e che vuole stare con lei solo per curiosità. Talia deciderà di divorziare dal marito ma Emily si tirerà indietro, accettando comunque di ospitarla finché non troverà un'altra sistemazione.
- Sara Harvey (stagioni 3-4, 6-7), interpretata da Dre Davis e doppiata da Myriam Catania. 
Si sente parlare di lei nella quarta stagione, quando le ragazze cercano di capire chi è la donna che si trova nella tomba al posto di Alison. Si scopre nella sesta stagione che è stata rapita da A ed è costretta a vivere nella casa delle bambole per quasi tre anni. Una volta libera instaurerà un rapporto particolare con Emily, l'unica della quale sembra fidarsi. Nel finale estivo della sesta stagione si scopre che in realtà ha inscenato il suo rapimento e che ha sempre collaborato con A, vestendo i panni di Cappotto Rosso e della Vedova Nera. Verrà uccisa da Noel Kahn all'interno di una doccia.

## Personaggi legati ad Aria Montgomery
- Ella Montgomery (stagioni 1-7), interpretata da Holly Marie Combs e doppiata da Barbara De Bortoli.
Madre di Aria, è molto legata alla sua famiglia, dalla quale sarà costretta ad allontanarsi in seguito alla scoperta del tradimento del marito. Ritornerà a casa solo dopo essere riuscita a perdonare il suo tradimento, ma nella terza stagione divorzierà. Nella quarta partirà con un nuovo fidanzato per l'Austria, che lascerà dopo che Aria le rivela di aver flirtato con Hanna. Inizierà ad insegnare letteratura al liceo sostituendo Ezra della quale era amica, senza sapere che lui ha una relazione con la figlia. Inizialmente non approva il loro amore ma poi accetta la cosa. È molto comprensibile, ma piano piano si distaccherà dalla famiglia per stare con il nuovo fidanzato conosciuto online.
- Byron Montgomery (stagioni 1-7), interpretato da Chad Lowe e doppiato da Francesco Bulckaen.
Padre di Aria e professore al college, è colpevole dello scompiglio in famiglia a causa di una relazione con una sua studentessa. Quando Aria rivelerà di avere una relazione con Ezra farà in modo che il ragazzo ottenga un lavoro a New York per far lasciare i due. Nella terza stagione divorzierà dalla moglie e ricomincerà a frequentare Meredith, la studentessa. Dopo che quest'ultima si dimostrerà pazza, anche la storia con lei terminerà.
- Mike Montgomery (stagioni 1-2, 4-6), interpretato da Cody Christian e doppiato da Gabriele Patriarca.
Il fratello minore di Aria. Dopo la separazione dei genitori inizierà a commettere effrazioni nelle case del vicinato. Avrà una travagliata relazione con Mona nonostante la sua rivelazione come A. Gioca a lacrosse.
- Meredith Sorenson (stagioni 1-3), interpretata da Amanda Schull.
Studentessa di Byron con il quale aveva una storia. Successivamente diverrà sua assistente. Byron la lascerà e la accuserà di aver distrutto il suo studio e minacciato la sua famiglia ma si scoprirà in seguito essere stata Aria, in quanto aveva trovato sul divano dell'ufficio del padre degli orecchini credendo fossero di Meredith, ma la ragazza affermerà di non averli mai visti. Dopo aver scoperto la verità si rimetterà insieme a Byron ma tra i due finirà dopo che la donna avrà un esaurimento nervoso.
- Noel Kahn (stagioni 1-5, 7), interpretato da Brant Daugherty e doppiato da Daniele Giuliani. 
Amico di Sean, è innamorato di Aria, qualche volta esce con lei, mentre Aria crede che la sua storia con Ezra sia finita, perché lui se n'è andato a New York. Lui, la sera della festa di Mona, li vede mentre si baciano nella macchina di Ezra e inizia a ricattarlo. Quando poi decide di raccontare la storia al preside, A lo mette fuori gioco. Torna poi a scuola più popolare di prima e comincia ad uscire con Mona, dopo aver chiuso con lei comincia una storia con Jenna. Decide di aiutare Alison mentre questa è lontana da Rosewood, ma una volta tornata avrà un brusco litigio con lei, accusandola di essere capace solo di usare le persone e gettarle via quando non le servono più. Morirà nella settima stagione perdendo la testa per errore, mentre voleva uccidere Hanna ed Emily.

- Simone (guest stagione 1), interpretata da Alona Tal.
È la vecchia baby sitter di Aria e Mike, un'amica di famiglia che torna a Rosewood da New York; compare in un solo episodio in cui vuole uscire con Ezra senza sapere che questi è il ragazzo di Aria.
- Jackie Molina (stagioni 1-2, 5), interpretata da Paloma Guzmán e doppiata da Gilberta Crispino.
Ex fidanzata di Ezra, lavora con lui al College, del quale è ancora innamorata. A metà della seconda stagione viene ricattata da Aria, per conto di A, che le ordina di lasciare il college altrimenti avrebbe rivelato che un suo articolo era stato plagiato, ma Jackie riferisce ad Aria che non se ne andrà, e che anzi, sarà lei Aria a dover lasciare Ezra, altrimenti rovinerà la sua carriera rivelando la loro storia. Ma Ezra le riferirà che ama veramente Aria, per cui loro due non potranno mai più tornare insieme. Aria la incontrerà di nuovo anni dopo, in quanto Jackie è responsabile delle ammissioni in un college a cui Aria aveva fatto domanda.
- Jason DiLaurentis (stagioni 1-7), interpretato da Parker Bagley (stagione 1) e Drew Van Acker (stagione 2) e doppiato da Marco Vivio (1-7) e Paolo Vivio (episodio 1x15).
Fratello maggiore di Alison. Ha problemi di dipendenza da alcol e droga e per questo viene additato come la vergogna della famiglia. Dopo aver sorpreso Mike mentre stava introdursi in casa sua, cerca di diventare amico di Aria, mostrando nei suoi confronti di provare qualcosa di più che una semplice amicizia. Se Aria si fida anche solo in parte di Jason, da Hanna, Emily e soprattutto da Spencer viene percepito come un individuo pericoloso, soprattutto a causa dei suoi precedenti penali e del suo comportamento, spesso aggressivo nei confronti di Alison. Jason instaurerà un rapporto di amicizia con Spencer, nel momento in cui i due scopriranno di essere fratelli. Nella terza stagione, dopo essere quasi morto, lascerà Rosewood per farne ritorno una volta scoperto che Alison è viva e che sua madre è stata assassinata. La notte dell'omicidio di Alison, Jason era ubriaco, mentre Jenna vuole che sia incolpato per l'omicidio della sorella, anche se in realtà non è stato lui.
- Holden Strauss (stagioni 2-3, 7), interpretato da Shane Coffey e doppiato da Manuel Meli.
Amico d'infanzia di Aria, fingerà di avere una relazione con lei in modo che lei possa frequentare Ezra di nascosto e lui possa recarsi ai tornei di arti marziali segretamente poiché soffre di un problema cardiaco e i suoi genitori temendo per la sua salute non vogliono che gareggi.
- Wesley "Wes" Fitzgerald, interpretato da Gregg Sulkin e doppiato da Claudio Ammendola.
 È il fratello di Ezra. Bacia Aria ma non instaureranno mai una relazione.

## Personaggi secondari
- Agente Cooper (stagione 1), interpretata da April Grace.
L'agente dell'FBI assegnata all'omicidio di Alison dopo l'allontanamento di Darren.
- Detective Breyer (stagione 1), interpretato da Josh Clark.
Altro agente assegnato all'omicidio di Alison, chiede a Garrett di spiare le ragazze.
- Barry Maple (stagione 1), interpretato da Jim Titus e doppiato da Stefano Miceli.
Un ufficiale di polizia di Rosewood.
- Coach Fulton (stagione 1), interpretata da Paula Newsome.
La coach di nuoto di Emily.
- Signora Welch (stagione 1-2), interpretata da Jill Holden.
La professoressa di inglese del liceo di Rosewood.
- Logan Reed (stagioni 1-2), interpretato da Tilky Jones.
Il fattorino che porta nel bosco i soldi del ricatto di Ian. È stato assunto da Jenna. Quando Emily lo riconosce e lo scopre, Garrett lo paga per andarsene dalla città.
- Anne Sullivan (stagioni 2-3, 6), interpretata da Annabeth Gish e doppiata da Laura Boccanera.
La psicologa delle ragazze, la cui consulenza era stata richiesta dopo la storia di Ian. Inizialmente le ragazze non le raccontano di A, ma, quando decidono di farlo, lei capisce che si tratta di uno dei suoi pazienti. Viene pagata da A per incolpare le ragazze di omicidio, fingendo il suo rapimento. In seguito si scoprirà che si era "alleata con A" poiché egli teneva in ostaggio suo figlio. Nella sesta stagione ritornerà.
- Garrett Reynolds (stagioni 1-3), interpretato da Yani Gellman e doppiato da Leonardo Graziano.
Agente di polizia di Rosewood. Gli viene chiesto di tenere d'occhio le ragazze poiché le conosce da quando sono piccole. Ha una storia con Jenna. Al liceo faceva parte dell'N.A.T.[5] Quando Jenna lo lascia si scoprirà aver una relazione con Melissa. Verrà arrestato e accusato di aver ucciso Alison e avrà come proprio avvocato la madre di Spencer. Dopo essere stato dichiarato innocente per l'omicidio di Alison, verrà ucciso da A.
- Kenneth DiLaurentis (stagioni 1, 3, 5-6), interpretato da Jared Jacobson (stagione 1 non accreditato) Jim Abele (stagioni 3, 5-6) è il padre biologico di Alison, il padre legale/patrigno di Jason DiLaurentis e il padre adottivo/zio materno di Charlotte DiLaurentis. Ha lasciato Rosewood dopo la scomparsa di Alison, ma è tornato dopo che Alison è stata trovata viva. Ha mentito sull'esistenza di Charles (anche se credeva che quest'ultimo era morto perché glielo aveva detto Jessica, mentendogli sulla sua morte, ma in verità era passato a Charlotte) e sapeva inoltre dell'esistenza di Mary Drake. Dopo la rivelazione di Charlotte come A, Kenneth prese le distanze dalle sue figlie e dal resto della sua famiglia e non parla con nessuno di essi da anni. Non ha partecipato al funerale di Charlotte e inoltre non è chiaro quando, come o se Kenneth abbia mai scoperto della relazione di sua moglie con Peter Hastings e che Jason non era suo figlio.
- Jessica DiLaurentis (stagioni 1-2, 4-7), interpretata da Anne Marie DeLuise (stagione 1) Andrea Parker (stagioni 2, 4-7) e doppiata da Alessandra Korompay.
La madre di Alison torna a Rosewood per organizzare la sfilata di moda in onore della figlia. Ha chiesto aiuto al padre di Spencer per modificare il testamento della madre in modo da non lasciare il figlio Jason senza eredità. Ha avuto una storia con il padre di Spencer da cui è nato proprio Jason. Nella stagione 4, dopo aver divorziato dal marito, torna a Rosewood e alla fine della stagione viene rivelato da Alison (che si scoprí essere viva), che era stata lei a seppellirla nel suo giardino e successivamente Jessica muore di infarto, dopo che la sorella gemella Mary Drake gli scambiò le pillole per la pressione, per vendicarsi di Jessica dopo anni di abusi da parte di quest'ultima.
- Nathan "Nate" St. Germain/Lyndon James (stagione 3), interpretato da Sterling Sulieman e doppiato da Andrea Mete.
Finge di essere il cugino di Maya. Frequenta i corsi di legge alla Hollis. Inizierà ad essere molto legato ad Emily, e, dopo aver avuto un flirt con Jenna, la bacerà. Respinto diventerà violento e si scoprirà non essere il cugino di Maya, bensì il suo ex ragazzo. Si scoprirà essere lui l'assassino di Maya e, durante una lotta, verrà ucciso da Emily per autodifesa.
- Zack (stagione 3-5), interpretato da Steve Talley.
Nuovo barista del Brew. Nella terza stagione instaurerà una relazione con la madre di Aria. Nella quinta stagione, poco prima del matrimonio, i due si lasceranno a causa di un tradimento di Zach e delle continue avances nei confronti di Hanna.
- Maggie (stagioni 3-4), interpretata da Larisa Oleynik e doppiata da Ilaria Latini.
Fidanzata di Ezra al liceo. Rimase incinta di lui, per cui la madre di Ezra la pagò per allontanarsi dal figlio e far perdere le sue tracce. Nella terza stagione Aria scopre che Maggie ha tenuto il bambino e che ora ha 7 anni e si chiama Malcom. Entreranno a far parte della vita di Ezra facendo allontanare Aria per paura di soffrire. Nella puntata 3x23 -A giocherà uno scherzo ad Aria coinvolgendo proprio Malcom. Nella prima parte della quarta stagione, si scopre che non è il figlio di Ezra.
- Carla Grunwald (stagioni 4-5, 7), interpretata da Meg Foster e doppiata Rossella Izzo.
Comparsa per la prima volta nella quarta stagione, racconta alle ragazze di aver tirato fuori Alison dopo che la ragazza venne seppellita viva. È una veggente, il suo personaggio comparirà anche nello spin off Ravenswood.